# NGC 4495
NGC 4495 é uma galáxia espiral (Sab) localizada na direcção da constelação de Coma Berenices. Possui uma declinação de +29° 08' 12" e uma ascensão recta de 12 horas, 31 minutos e 22,7 segundos.
A galáxia NGC 4495 foi descoberta em 13 de Março de 1785 por William Herschel.